# Copa América 1967
Copa América 1967 – dwudzieste dziewiąte mistrzostwa kontynentu południowoamerykańskiego, odbyły się w dniach 17 stycznia – 2 lutego 1967 roku po raz szósty w Urugwaju. Zwyciężył gospodarz a Argentyna musiała zadowolić się drugim miejscem. Luis Artime (Argentyna) z pięcioma zdobytymi bramkami został królem strzelców. Wszystkie mecze odbyły się na stadionie Centenario w Montevideo.
W tej edycji południowoamerykańskich mistrzostw rozegrano jedyne eliminacje w historii turnieju Copa América, które odbyły się w końcu 1966 roku. W związku z przystąpieniem do turnieju Wenezueli postanowiono zredukować liczbę drużyn uczestniczących w turnieju do 6. W tym celu odbyły się eliminacje, na zasadzie mecz-rewanż, między drużynami: Ekwadoru i Paragwaju oraz Kolumbii i Chile. Zwycięzcy spotkań awansowali do turnieju finałowego.

## Uczestnicy

### Kwalifikacje

#### Chile
| Zawodnik                   | Klub                      |
| -------------------------- | ------------------------- |
| Víctor Adriazola           | CD Universidad Católica   |
| Pedro Araya                | Club Universidad de Chile |
| Carlos Campos              | Club Universidad de Chile |
| Víctor Castañeda           | CD Palestino              |
| Osvaldo Castro             | Unión La Calera           |
| Humberto Cruz              | CSD Colo-Colo             |
| Elías Ricardo Figueroa     | Santiago Wanderers        |
| Julio Gallardo             | CD Universidad Católica   |
| Adán Godoy                 | CD Universidad Católica   |
| Eduardo Herrera            | Santiago Wanderers        |
| Roberto Hodge              | CD Universidad Católica   |
| Rubén Marcos               | CD Universidad Católica   |
| José Moris                 | CD Palestino              |
| Juan Olivares              | Santiago Wanderers        |
| Ignacio Prieto             | CD Universidad Católica   |
| Carlos Reinoso             | Audax Italiano            |
| Manuel Saavedra            | Unión La Calera           |
| Armando Tobar              | CD Universidad Católica   |
| Hugo Villanueva            | Club Universidad de Chile |
| Trener: Alejandro Scopelli |                           |

#### Ekwador
| Zawodnik                 | Klub                 |
| ------------------------ | -------------------- |
| Jorge Bolaños            | Emelec Guayaquil     |
| Miguel Bustamante        | Barcelona SC         |
| Climaco Cañarte          | Barcelona SC         |
| Polo Carrera             | LDU Quito            |
| Segundo Cevallos         | Politécnico de Quito |
| Fortunato Chalén         | Patria Guayaquil     |
| Jaime Delgado Mena       | Emelec Guayaquil     |
| HELINHO – Helio Carreiro | Barcelona SC         |
| Tito Larrea              | LDU Quito            |
| Félix Lasso              | Barcelona SC         |
| Vicente Lecaro           | Barcelona SC         |
| Luciano Macías           | Barcelona SC         |
| Carlos Maridueña         | Emelec Guayaquil     |
| Edwin Mejía              | Emelec Guayaquil     |
| Bolívar Merizalde        | Emelec Guayaquil     |
| Felipe Mina              | Emelec Guayaquil     |
| Héctor Morales           | LDU Quito            |
| Washington Muñoz         | Barcelona SC         |
| Manuel Ordeñana          | Emelec Guayaquil     |
| Carlos Pineda            | Emelec Guayaquil     |
| Enrique Portilla         | LDU Quito            |
| Alfonso Quijano          | Barcelona SC         |
| Tom Rodríguez            | Español Guayaquil    |
| Trener: Fausto Montalván |                      |

#### Kolumbia
| Zawodnik                   | Klub                   |
| -------------------------- | ---------------------- |
| Mario Agudelo              | Deportivo Cali         |
| Edison Angulo              | ?                      |
| Fabio Uriel Cadavid        | Deportivo Pereira      |
| Alfonso Cañón              | Independiente Santa Fe |
| Efraín Castillo            | Independiente Santa Fe |
| Delio Gamboa               | Independiente Santa Fe |
| Julio Gaviria              | ?                      |
| Germán González            | ?                      |
| Gonzalo González           | ?                      |
| Luis Largacha              | ?                      |
| Oscar López                | Deportivo Cali         |
| Hugo Márquez               | Once Caldas            |
| Norman Emilio Ortiz        | ?                      |
| Jorge Ramírez Gallego      | Deportivo Cali         |
| Alberto Sánchez            | ?                      |
| Joaquín Sánchez            | ?                      |
| Arturo Segovia             | Atlético Junior        |
| Hermenegildo Segrera       | Atlético Junior        |
| Heriberto Solís            | Atlético Bucaramanga   |
| Jorge Uribe                | ?                      |
| Bernardo Valencia          | Deportivo Cali         |
| Guillermo Vásquez          | ?                      |
| Pedro Vásquez              | ?                      |
| Trener: César López Fretes |                        |

#### Paragwaj
| Zawodnik                 | Klub                |
| ------------------------ | ------------------- |
| Benigno Apodaca          | ?                   |
| Vicente Bobadilla        | Club Guaraní        |
| Mercedes Colmán          | Club Sol de América |
| Arístides Del Puerto     | ?                   |
| Antonio González         | Club Olimpia        |
| Ricardo González         | Cerro Porteño       |
| Antonio Vidal Insfrán    | Club Guaraní        |
| Francisco Miranda        | Cerro Porteño       |
| Celino Mora              | Cerro Porteño       |
| Humberto Núñez           | ?                   |
| Rodolfo Patiño           | ?                   |
| Juan Carlos Rojas        | Cerro Porteño       |
| Sergio Rojas             | Club Guaraní        |
| Arsenio Dionisio Valdez  | Club Guaraní        |
| Artemio Villanueva       | Cerro Porteño       |
| Trener: Benjamín Benítez |                     |

### Turniej główny

#### Argentyna
| Zawodnik                   | Klub                         |
| -------------------------- | ---------------------------- |
| David Acevedo              | CA Independiente             |
| José Rafael Albrecht       | San Lorenzo de Almagro       |
| Luis Artime                | CA Independiente             |
| Raúl Emilio Bernao         | CA Independiente             |
| Oscar Osvaldo Calics       | San Lorenzo de Almagro       |
| Juan Carlos Carone         | Vélez Sarsfield Buenos Aires |
| Alberto Mario González     | Boca Juniors                 |
| Silvio Marzolini           | Boca Juniors                 |
| Oscar Mas                  | River Plate                  |
| Iselín Santos Ovejero      | Vélez Sarsfield Buenos Aires |
| Norberto Santiago Raffo    | Racing Club de Avellaneda    |
| Antonio Ubaldo Rattin      | Boca Juniors                 |
| Alfredo Hugo Rojas         | Boca Juniors                 |
| Antonio Roma               | Boca Juniors                 |
| Antonio Rosl               | Gimnasia y Esgrima La Plata  |
| Juan Carlos Sarnari        | River Plate                  |
| Héctor Rodolfo Veira       | San Lorenzo de Almagro       |
| Sebastián Humberto Viberti | CA Huracán                   |
| Trener: Jim López          |                              |

#### Boliwia
| Zawodnik             | Klub                   |
| -------------------- | ---------------------- |
| Guery Agreda         | ?                      |
| Ramiro Blacutt       | Club Bolívar           |
| Wilfredo Camacho     | Municipal La Paz       |
| Griseldo Cobo        | ?                      |
| Rómulo Cortez        | ?                      |
| Adolfo Flores        | ?                      |
| Jaime Herbas         | ?                      |
| Jesús Herbas         | Club Jorge Wilstermann |
| José Issa            | ?                      |
| Renán López          | Club Jorge Wilstermann |
| Isaac Maldonado      | ?                      |
| Hugo Palenque        | ?                      |
| Edgar Quinteros      | CD San José            |
| Oscar Quiroga        | ?                      |
| César Sánchez        | ?                      |
| Roberto Troncoso     | ?                      |
| Jorge Urdidínea      | ?                      |
| Rolando Vargas       | ?                      |
| Mario Zabalaga       | Club Jorge Wilstermann |
| Trener: Carlos Trigo |                        |

#### Chile
| Zawodnik                   | Klub                      |
| -------------------------- | ------------------------- |
| Víctor Adriazola           | CD Universidad Católica   |
| Pedro Araya                | Club Universidad de Chile |
| Carlos Campos              | Club Universidad de Chile |
| Víctor Castañeda           | CD Palestino              |
| Osvaldo Castro             | Unión La Calera           |
| Humberto Cruz              | CSD Colo-Colo             |
| Elías Ricardo Figueroa     | Santiago Wanderers        |
| Julio Gallardo             | CD Universidad Católica   |
| Eduardo Herrera            | Santiago Wanderers        |
| Roberto Hodge              | CD Universidad Católica   |
| Rubén Marcos               | CD Universidad Católica   |
| José Moris                 | CD Palestino              |
| Juan Olivares              | Santiago Wanderers        |
| Ignacio Prieto             | CD Universidad Católica   |
| Manuel Saavedra            | Unión La Calera           |
| Armando Tobar              | CD Universidad Católica   |
| Hugo Villanueva            | Club Universidad de Chile |
| Trener: Alejandro Scopelli |                           |

#### Paragwaj
| Zawodnik                 | Klub                |
| ------------------------ | ------------------- |
| Benigno Apocada          | ?                   |
| Vicente Bobadilla        | Club Guaraní        |
| Mercedes Colmán          | Club Sol de América |
| Ramón Colmán             | Cerro Porteño       |
| Arístides Del Puerto     | ?                   |
| Ladislao Delgadillo      | Club Sol de América |
| Wilfrido Garay           | ?                   |
| Antonio González         | Club Olimpia        |
| Ricardo González         | Cerro Porteño       |
| Antonio Vidal Insfrán    | Club Guaraní        |
| Gumersindo Judis         | ?                   |
| Aurelio Martínez         | ?                   |
| Francisco Miranda        | Cerro Porteño       |
| Celino Mora              | Cerro Porteño       |
| Humberto Núñez           | ?                   |
| Rodolfo Patiño           | ?                   |
| Juan Francisco Riveros   | Cerro Porteño       |
| Juan Carlos Rojas        | Cerro Porteño       |
| Sergio Rojas             | Club Guaraní        |
| Arsenio Dionisio Valdez  | Club Guaraní        |
| Artemio Villanueva       | Cerro Porteño       |
| Trener: Benjamín Benítez |                     |

#### Urugwaj
| Zawodnik                      | Klub                      |
| ----------------------------- | ------------------------- |
| Jorge Acuña                   | Sud América Montevideo    |
| Elgar Baeza                   | Club Nacional de Football |
| Miguel Ángel Bazzano          | Danubio FC                |
| Omar Caetano                  | CA Peñarol                |
| Jacinto Callero               | Club Nacional de Football |
| Héctor Carlos Cingunegui      | Club Nacional de Football |
| Pablo Justo Forlán            | CA Peñarol                |
| Abayubá Ibáñez                | Defensor Sporting         |
| Carlos Martínez               | Fénix Montevideo          |
| Ladislao Mazurkiewicz         | CA Peñarol                |
| Julio Walter Montero Castillo | Club Nacional de Football |
| Juan Martín Mujica            | Club Nacional de Football |
| Jorge Oyarbide                | Club Nacional de Football |
| Juan Carlos Paz               | Racing Montevideo         |
| Domingo Salvador Pérez        | Club Nacional de Football |
| Pedro Virgilio Rocha          | CA Peñarol                |
| Héctor Salvá                  | Danubio FC                |
| Rubén Techera                 | Club Nacional de Football |
| José Eusebio Urruzmendi       | Club Nacional de Football |
| Luis Alberto Varela           | CA Peñarol                |
| Luis Alberto Vera             | Fénix Montevideo          |
| Trener: Juan Carlos Corazzo   |                           |

## Mecze

### Kwalifikacje

#### Chile–Kolumbia
| CHILE – KOLUMBIA 5:2 (3:0) |
| --- |
| 30 listopada 1966, Santiago, Estadio Nacional (widzów 80 000)                                                                   |
| Sędzia: Arturo Yamasaki, ( Carlos Rivero, César Orozco)                                                                         |
| CHILE: Olivares – Adriazola, Cruz – Villanueva, Figueroa, Hodge – Prieto, Araya, Marcos (9 Castro), Campos (Gallardo), Saavedra |
| KOLUMBIA: Solís – López, Segrera – Márquez, Valencia, Segovia – Cadavid, Agudelo, Gamboa, Ramírez Gallego, Cañón                |
| Bramki: 1:0 Araya 7, 2:0 Campos 23, 3:0 Prieto 40k, 4:0 Prieto 49, 5:0 Saavedra 61, 5:1 Gamboa 71, 5:2 Cañón 72                 |

#### Kolumbia–Chile
| KOLUMBIA – CHILE 0:0 |
| --- |
| 11 grudnia 1966, Bogota, Estadio El Campín (widzów 17 000) |
| Sędzia: Arturo Yamasaki, ( Carlos Rivero, César Orozco) |
| KOLUMBIA: Solís – López, Segrera – Márquez, Valencia, Castillo – Cadavid, Agudelo, Gamboa, Ramírez Gallego, Canón                                                     |
| CHILE: Olivares – Adriazola, Cruz – Villanueva, Figueroa, Hodge – Prieto, Araya, Gallardo, Tobar (Reinoso), Castro (Torres)                                           |
| Uwagi: w 76 minucie z boiska wyrzuceni zostali piłkarz kolumbijski Segrera oraz piłkarz chilijski Gallardo Do głównego turnieju Copa América awansowała drużyna Chile |

#### Ekwador–Paragwaj
| EKWADOR – PARAGWAJ 2:2 (0:0) |
| --- |
| 21 grudnia 1966, Guayaquil, Estadio Modelo (widzów 47 000)                                                                                           |
| Sędzia: Duval Goicoechea |
| EKWADOR: Helinho – Lecaro, Bustamante, Macías, Quijano – Carrera, Pineda, Bolańos- Muńoz (Delgado Mena), Lasso (Merizalde), Cańarte                  |
| PARAGWAJ: Villanueva (Núńez) – Patińo, Bobadilla – R.González (S.Rojas), Insfrán, Medina – Apocada, J.C.Rojas, Valdez, A.González (Del Puerto), Mora |
| Bramki: 1:0 Carrera 56, 2:0 Muńoz 58, 2:1 J.C.Rojas 85k, 2:2 Apocada 88                                                                              |

#### Paragwaj–Ekwador
| PARAGWAJ – EKWADOR 3:1 (2:0) |
| --- |
| 28 grudnia 1966, Asunción, Estadio Manuel Ferreira (widzów 25 000)                                                                     |
| Sędzia: César Orozco |
| PARAGWAJ: Núñez – Patińo, Bobadilla – S.Rojas, Insfrán, Miranda (M.Colmán) – Apocada, J.C.Rojas, Valdez (R.González), Del Puerto, Mora |
| EKWADOR: Helinho – Lecaro, Bustamante, Macías, Quijano – Morales (Portilla), Carrera (Rodríguez), Bolańos – Muñoz, Lasso, Cańarte      |
| Bramki: 1:0 Mora 7, 2:0 Mora 10, 3:0 Del Puerto 60, 3:1 Muńoz 81                                                                       |
| Uwaga: Do głównego turnieju Copa América awansowała drużyna Paragwaju                                                                  |

### Turniej główny

#### Urugwaj–Boliwia
| URUGWAJ – BOLIWIA 4:0 (2:0) |
| --- |
| 17 stycznia 1967, Montevideo, Estadio Centenario (widzów 15 000)                                                                     |
| Sędzia: Isidro Ramírez |
| URUGWAJ: Bazzano – Baeza, Varela – Cincunegui, Montero Castillo, Caetano – Pérez (24 Salvá), Oyarbide, Vera, Rocha, Urruzmendi       |
| BOLIWIA: Cobo – Maldonado, Troncoso – Zabalaga, Quiroga, Jaime Herbas – Blacutt, Camacho (Vargas), Agreda, López (Quinteros), Cortez |
| Bramki: 1:0 Rocha 5, 2:0 Montero Castillo 44, 3:0 Troncoso 55s, 4:0 Oyarbide 81                                                      |

#### Chile–Wenezuela
| CHILE – WENEZUELA 2:0 (2:0) |
| --- |
| 18 stycznia 1967, Montevideo, Estadio Centenario (widzów 7000)                                                                    |
| Sędzia: Isidro Ramírez |
| CHILE: Olivares – Adriazola, Cruz – Figueroa, Villanueva, Hodge – Prieto, Araya, Marcos, Campos (Gallardo), Saavedra (Castro)     |
| WENEZUELA: Fasano – Mota, Elie, Zarzalejo, Vidal (G.González) – Ravelo, Gala (Naranjo), Tortolero, Mendoza – Scovino, Santana     |
| Bramki: 1:0 Marcos 12, 2:0 Marcos 41                                                                                              |
| Uwaga: z powodu podobieństwa kostiumów reprezentacyjnych obu drużyn, reprezentacja Wenezueli wystąpiła w kostiumach klubu Peñarol |

#### Argentyna–Paragwaj
| ARGENTYNA – PARAGWAJ 4:1 (1:0) |
| --- |
| 18 stycznia 1967, Montevideo, Estadio Centenario (widzów 12 000)                                                                                      |
| Sędzia: Mario Gasc |
| ARGENTYNA: Roma – Ovejero, Marzolini – Acevedo, Albrecht, Calics – Bernao, González (75 Sarnari), Artime, Rojas (75 Raffo), Mas                       |
| PARAGWAJ: Núñez (Villanueva) – Patiño, Bobadilla – S.Rojas, Insfrán (R.González), Miranda – J.C.Rojas, Apocada, Valdez, A.González (Del Puerto), Mora |
| Bramki: 1:0 Mas 23, 1:1 Mora 67, 2:1 Bernao 71, 3:1 Artime 73, 4:1 Albrecht 89k                                                                       |

#### Urugwaj–Wenezuela
| URUGWAJ – WENEZUELA 4:0 (2:0) |
| --- |
| 21 stycznia 1967, Montevideo, Estadio Centenario (widzów 7000)                                                                              |
| Sędzia: Eunápio de Queiroz |
| URUGWAJ: Bazzano – Baeza (55 Martínez), Varela – Cincunegui, Montero Castillo, Mujica – Salvá, Oyarbide, Vera (81 Acuńa), Rocha, Urruzmendi |
| WENEZUELA: Fasano – Mota, Elie, Zarzalejo, G.González, Naranjo – Gala, Mendoza (P.González), Tortolero – Ravelo (Vidal), Santana            |
| Bramki: 1:0 Urruzmendi 5, 2:0 Urruzmendi 34, 3:0 Oyarbide 62, 4:0 Oyarbide 68                                                               |

#### Argentyna–Boliwia
| ARGENTYNA – BOLIWIA 1:0 (0:0)                                                                                      |
| --- |
| 22 stycznia 1967, Montevideo, Estadio Centenario (widzów 6000)                                                     |
| Sędzia: Eunápio de Queiroz                                                                                         |
| ARGENTYNA: Roma – Ovejero, Marzolini – Acevedo, Albrecht, Calics – Bernao, González, Artime, Rojas (65 Veira), Mas |
| BOLIWIA: Issa – Palenque, Quiroga – Zabalaga, Agreda, Jesús Herbas – Blacutt, Vargas, García, López, Quinteros     |
| Bramki: 1:0 Bernao 67                                                                                              |

#### Chile–Paragwaj
| CHILE – PARAGWAJ 4:2 |
| --- |
| 22 stycznia 1967, Montevideo, Estadio Centenario (widzów 6000)                                                                                        |
| Sędzia: Roberto Goicochea |
| CHILE: Olivares – Adriazola, Cruz – Villanueva (Herrera), Figueroa, Hodge – Araya, Prieto, Gallardo, Marcos, Castro                                   |
| PARAGWAJ: Villanueva – Patińo, Bobadilla – S.Rojas, Insfrán, Miranda – J.C.Rojas (Martínez), Apocada, Valdez (Delgadillo), Riveros (Del Puerto), Mora |
| Bramki: Gallardo 9, 44, Araya 72, 81 – Riveros, Apocada                                                                                               |

#### Paragwaj–Boliwia
| PARAGWAJ – BOLIWIA 1:0 (0:0) |
| --- |
| 25 stycznia 1967, Montevideo, Estadio Centenario (widzów 5000)                                                                            |
| Sędzia: Enrique Marino |
| PARAGWAJ: Judis – R.Colmán, Bobadilla (Patiño) – Miranda, S.Rojas, R.González – Martínez, Delgadillo, Del Puerto, Riveros, Mora           |
| BOLIWIA: Issa – Palenque (Maldonado), Quiroga – Zabalaga, Agreda (Jesús Herbas), Jaime Herbas – Blacutt, Vargas, García, López, Quinteros |
| Bramki: 1:0 Del Puerto |

#### Argentyna–Wenezuela
| ARGENTYNA – WENEZUELA 5:1 (2:0) |
| --- |
| 25 stycznia 1967, Montevideo, Estadio Centenario (widzów 2500)                                                                                  |
| Sędzia: Mario Gasc |
| ARGENTYNA: Roma – Ovejero (62 Viberti), Marzolini – Acevedo (66 Rosl), Albrecht, Calics – Bernao, González, Artime, Sarnari, Carone             |
| WENEZUELA: Fasano (Colmenares) – Mota, Elie, Zarzalejo, G.González, Naranjo – Mendoza, Tortolero (P.González) – Scovino (Gala), Ravelo, Santana |
| Bramki: 1:0 Artime 18, 2:0 Carone 26, 3:0 Marzolini 50, 4:0 Artime 65, 4:1 Santana 72, 5:1 Artime 88                                            |

#### Urugwaj–Chile
| URUGWAJ – CHILE 2:2 (1:2) |
| --- |
| 26 stycznia 1967, Montevideo, Estadio Centenario (widzów 30 000)                                                                                           |
| Sędzia: Isidro Ramírez |
| URUGWAJ: Bazzano – Martínez, Varela – Cincunegui (82 Forlán), Montero Castillo (46 Techera), Caetano – Salvá, Oyarbide, Vera (61 Pérez), Rocha, Urruzmendi |
| CHILE: Olivares – Adriazola, Cruz – Herrera, Figueroa, Hodge – Araya, Prieto, Gallardo, Marcos (Tobar), Castro                                             |
| Bramki: 0:1 Gallardo 2, 1:1 Rocha 15k, 1:2 Marcos 37, 2:2 Oyarbide 68                                                                                      |

#### Wenezuela–Boliwia
| WENEZUELA – BOLIWIA 3:0 (0:0) |
| --- |
| 28 stycznia 1967, Montevideo, Estadio Centenario (widzów 11 000)                                                                            |
| Sędzia: Mario Gasc |
| WENEZUELA: Colmenares – Mota, Elie, Zarzalejo, G.González, Naranjo – Mendoza, Tortolero (P.González) – Scovino (Gala), Ravelo, Santana      |
| BOLIWIA: Issa (Cobo) – Agreda, Quiroga – Zabalaga, Camacho, Jaime Herbas – Blacutt (Urdidínea), Flores, García, Vargas, Sánchez (Quinteros) |
| Bramki: 1:0 Scovino 59, 2:0 Santana 67, 3:0 Ravelo 84                                                                                       |

#### Argentyna–Chile
| ARGENTYNA – CHILE 2:0 (1:0)                                                                                            |
| --- |
| 28 stycznia 1967, Montevideo, Estadio Centenario (widzów 14 000)                                                       |
| Sędzia: Isidro Ramírez                                                                                                 |
| ARGENTYNA: Roma – Ovejero (55 Viberti), Marzolini – Acevedo, Albrecht, Calics – Bernao, González, Artime, Sarnari, Mas |
| CHILE: Olivares – Adriazola, Cruz – Herrera, Figueroa, Hodge (Moris) – Araya, Prieto, Gallardo, Marcos, Castro         |
| Bramki: 1:0 Sarnari 36, 2:0 Artime 80                                                                                  |

#### Urugwaj–Paragwaj
| URUGWAJ – PARAGWAJ 2:0 (1:0) |
| --- |
| 29 stycznia 1967, Montevideo, Estadio Centenario (widzów 17 000)                                                                                         |
| Sędzia: Mario Gasc |
| URUGWAJ: Mazurkiewicz – Baeza (73 Paz), Varela – Cincunegui, Montero Castillo (43 Techera), Mujica – Pérez, Rocha, Oyarbide (46 Vera), Salvá, Urruzmendi |
| PARAGWAJ: Judis – R.Colmán, Patińo – S.Rojas, R.González, Miranda – J.C.Rojas, Apocada (Delgadillo), Del Puerto (Riveros), Valdez, Mora                  |
| Bramki: 1:0 Pérez 32, 2:0 Urruzmendi 66 |

#### Chile–Boliwia
| CHILE – BOLIWIA 0:0 |
| --- |
| 1 lutego 1967, Montevideo, Estadio Centenario (widzów 1500)                                                                            |
| Sędzia: Roberto Goicochea |
| CHILE: Olivares – Adriazola (Castańeda), Cruz – Herrera, Figueroa, Hodge (Tobar) – Araya, Prieto, Gallardo, Marcos, Castro             |
| BOLIWIA: Issa – Quiroga, Agreda – Zabalaga, Camacho, Jesús Herbas – Sánchez, Blacutt, García (Urdidínea), Vargas, Jaime Herbas, Cortez |

#### Paragwaj–Wenezuela
| PARAGWAJ – WENEZUELA 5:3 (4:1) |
| --- |
| 1 lutego 1967, Montevideo, Estadio Centenario (widzów 1500)                                                                                     |
| Sędzia: Enrique Marino |
| PARAGWAJ: Judis (Núńez) – R.Colmán, Bobadilla – Miranda, Patińo, R.González (M.Colmán) – J.C.Rojas, Apocada, Valdez (Garay), A.González, Mora   |
| WENEZUELA: Colmenares (Fasano) – Mota, Elie, Zarzalejo, G.González, Naranjo – Mendoza, Gala (Scovino), Tortolero (O.González) – Ravelo, Santana |
| Bramki: 0:1 Mendoza 3, 1:1 A.González 11, 2:1 J.C.Rojas 16, 3:1 Mora 22, 4:1 J.C.Rojas 29, 4:2 Santana 77, 5:2 R.Colman 81, 5:3 Ravelo 89       |

#### Urugwaj–Argentyna
| URUGWAJ – ARGENTYNA 1:0 (0:0) |
| --- |
| 2 lutego 1967, Montevideo, Estadio Centenario (widzów 65 000)                                                                                  |
| Sędzia: Mario Gasc |
| URUGWAJ: Mazurkiewicz – Baeza, Varela – Cincunegui (82 Forlán), Paz, Mujica – Pérez, Rocha, Oyarbide (46 Vera), Salvá (63 Techera), Urruzmendi |
| ARGENTYNA: Roma – Calics, Marzolini – Acevedo, Rattín, Albrecht – Bernao (75 Raffo), González, Artime, Sarnari (85 Rojas), Mas (75 Carone)     |
| Bramki: 1:0 Rocha 74 |

## Podsumowanie

### Wyniki

#### Kwalifikacje
| Chile    | 5 – 2 (3-0) | Kolumbia |
| Kolumbia | 0 – 0       | Chile    |
| Ekwador  | 2 – 2 (0-0) | Paragwaj |
| Paragwaj | 3 – 1 (2-0) | Ekwador  |

Do turnieju finałowego awansowały reprezentacje Paragwaju i Chile.

#### Turniej główny
| Urugwaj   | 4 – 0 (2-0) | Boliwia   |
| Chile     | 2 – 0 (2-0) | Wenezuela |
| Argentyna | 4 – 1 (1-0) | Paragwaj  |
| Urugwaj   | 4 – 0 (2-0) | Wenezuela |
| Argentyna | 1 – 0 (0-0) | Boliwia   |
| Chile     | 4 – 2 (2-0) | Paragwaj  |
| Paragwaj  | 1 – 0 (1-0) | Boliwia   |
| Argentyna | 5 – 1 (2-0) | Wenezuela |
| Urugwaj   | 2 – 2 (1-2) | Chile     |
| Wenezuela | 3 – 0 (0-0) | Boliwia   |
| Argentyna | 2 – 0 (1-0) | Chile     |
| Urugwaj   | 2 – 0 (1-0) | Paragwaj  |
| Chile     | 0 – 0       | Boliwia   |
| Paragwaj  | 5 – 3 (4-1) | Wenezuela |
| Urugwaj   | 1 – 0 (0-0) | Argentyna |

### Końcowa tabela
| M  | Drużyna   | L.m. | Zw. | Rem. | Por. | Bramki | R.br. | Pkt |
| 1. | Urugwaj   | 5    | 4   | 1    | 0    | 13:2   | 11    | 9   |
| 2. | Argentyna | 5    | 4   | 0    | 1    | 12:3   | 9     | 8   |
| 3. | Chile     | 5    | 2   | 2    | 1    | 8:6    | 2     | 6   |
| 4. | Paragwaj  | 5    | 2   | 0    | 3    | 9:13   | -4    | 4   |
| 5. | Wenezuela | 5    | 1   | 0    | 4    | 7:16   | -9    | 2   |
| 6. | Boliwia   | 5    | 0   | 1    | 4    | 0:9    | -9    | 1   |

Dwudziestym dziewiątym triumfatorem turnieju Copa América został po raz jedenasty zespół Urugwaju.

### Strzelcy bramek
| Gole   | Piłkarze |
| ------ | --- |
| 5      | Artime |
| 4      | Oyarbide |
| 3      | Gallardo, Marcos Rocha, Urruzmendi Santana                                                                                     |
| 2      | Bernao Araya J.C.Rojas Scovino                                                                                                 |
| 1      | Albrecht, Carone, Marzolini, Mas, Sarnari Apocada, Del Puerto, Mora, R.Colmán, Riveros Montero Castillo, Pérez Mendoza, Ravelo |
| samob. | Troncoso (dla Urugwaju) |

### Sędziowie
| Mecze | Sędziowie                                           |
| ----- | --------------------------------------------------- |
| 5     | Mario Gasc                                          |
| 4     | Isidro Ramírez                                      |
| 2     | Roberto Goicochea Eunápio de Queiroz Enrique Marino |